# 江之島電鐵500型電聯車
江之島電鐵500型電聯車（日语：／ Enoshima dentetsu 500-gata densha */?）是江之島電鐵所轄的通勤型電聯車。

## 概要
江之島電鐵為了淘汰老舊的300型，因此委託由東急車輛製造，並於2006年（平成18年）3月27日正式開營運。

## 外部連結
- 江ノ島電鉄公式サイト （页面存档备份，存于）